# Chiesa della Visitazione della Beata Vergine Maria (Arzignano)
La chiesa della Visitazione della Beata Maria Vergine è la parrocchiale di Castello, frazione di Arzignano, in provincia di Vicenza e diocesi di Vicenza; fa parte del vicariato della Val del Chiampo.

## Storia
A Castello sembra esistesse una chiesa già nel XV secolo. La parrocchiale recente venne edificata tra il 1836 e il 1850 su progetto di Luigi De Boni. Nel 1860 fu eretto il campanile che però venne demolito già l'anno seguente a causa della sua instabilità. In seguito venne ricostruito, alto 50 metri, tra la fine dell'Ottocento e l'inizio del Novecento.
Nel 1926 venne realizzata la facciata, disegnata da Orazio Mistrorigo. Tra il 1979 ed il 1980 fu rifatto il tetto.